# Żubrówka (wódka)

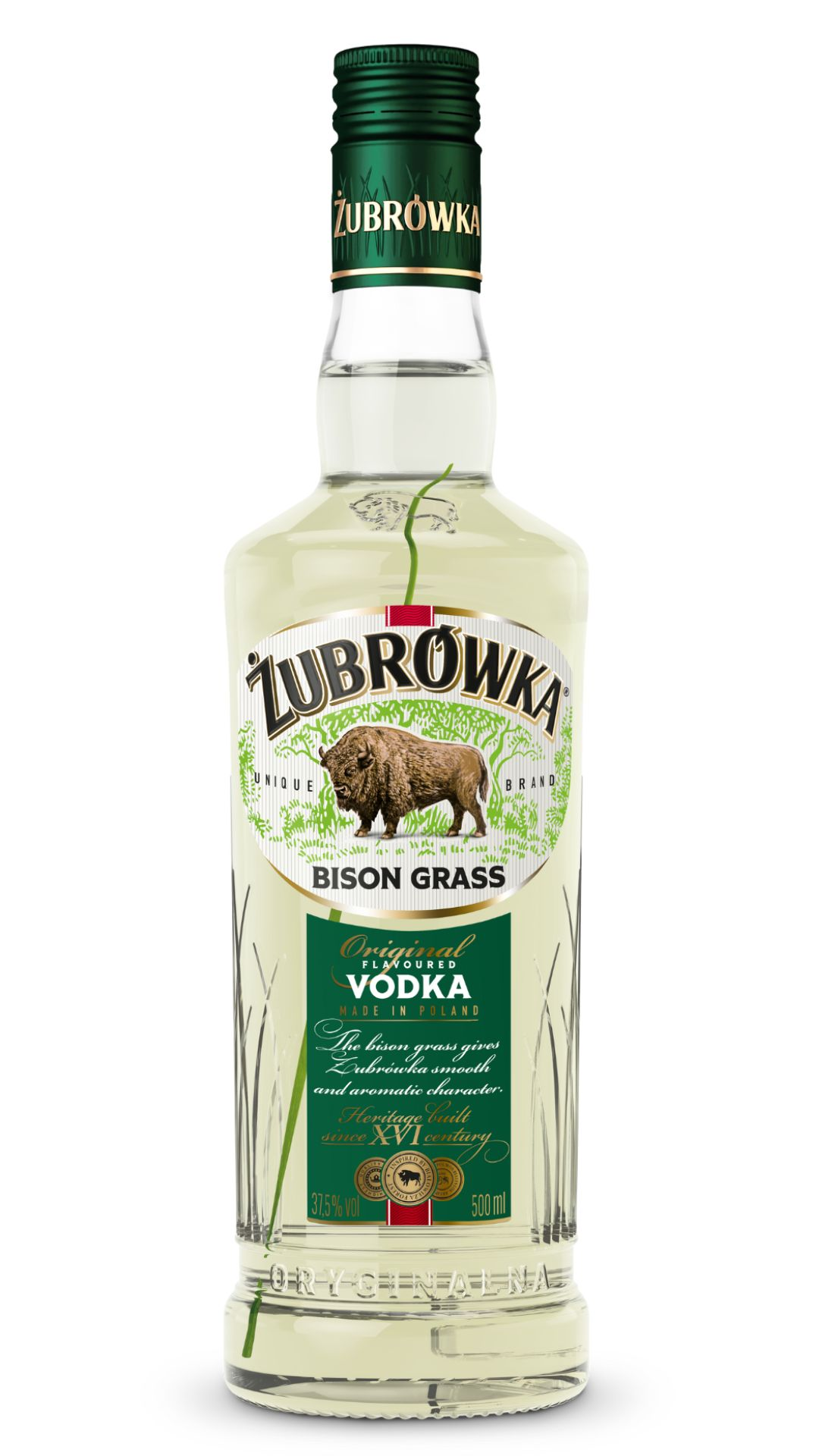
Żubrówka Bison Grass

Żubrówka (znana również w wersji angielskiej jako Bison Vodka i Bison Grass Vodka) – gatunkowa wódka destylowana o zawartości 37,5% alkoholu dla wódek gatunkowych i 40% dla czystej. Od 2013 była własnością Russian Standard Corporation natomiast od 2022 należy do Maspex. Żubrówka jest trzecią najlepiej się sprzedającą wódką na świecie. 

## Produkcja
Spirytus rektyfikowany jest mieszany z wywarem z turówki wonnej (Hierochloë odorata) – gatunku trawy nazywanej potocznie żubrówką, rosnącej w lasach Puszczy Białowieskiej. Proces maceracji przebiega w dwóch etapach – wodnym i alkoholowym, a powstała esencja jest sezonowana i oczyszczana z osadów i możliwych zanieczyszczeń. Powstała w ten sposób wódka uzyskuje szczególny smak, aromat oraz żółtawy kolor.
Każda oryginalna butelka Żubrówki zawiera jedno źdźbło turówki. Odpowiednio przycięte, jest wkładane ręcznie do butelek. Ma ono jednak wyłącznie charakter dekoracyjny – nie ma wpływu na kolor i smak wódki. Roślina jest kupowana od wyspecjalizowanych firm z rejonu Białowieży.

## Żubrówka w Polsce
Początki produkcji żubrówki w Polsce datowane są na XVI wiek, a już w wieku XVIII stała się jednym z ulubionych trunków polskiej szlachty. Jej ekspansji sprzyjało położenie Puszczy Białowieskiej – przebiegał bowiem tamtędy ważny szlak handlowy, łączący Wilno z Krakowem.
Ze względu na długi i skomplikowany proces produkcji jej koncentracja nastąpiła stosunkowo późno – dopiero w 1926 firma Polmos opracowała sposób masowej produkcji żubrówki, której znak towarowy później zarejestrowała i do dzisiaj jest jego właścicielem oraz producentem wódki.
Od 1928 trunek powstawał w zakładach Polmos Białystok, skąd w 1936 przeniesiono produkcję do Brześcia. W wyniku przeprowadzonej po II wojnie światowej reorganizacji gospodarki produkcję ponownie przeniesiono do Białegostoku. W 1991 zakład sprywatyzowano. Od 2005 wchodził w skład koncernu CEDC. W czerwcu 2013 CEDC została kupiona przez Russian Standard Corporation, należącą do rosyjskiego multimilionera Rustama Tariko, poprzez spółkę zależną – Roust Trading Limited. W lutym 2022 firmę odkupiła Grupa Maspex i tym samym ponownie przeszła w polskie ręce.

## Żubrówka na świecie

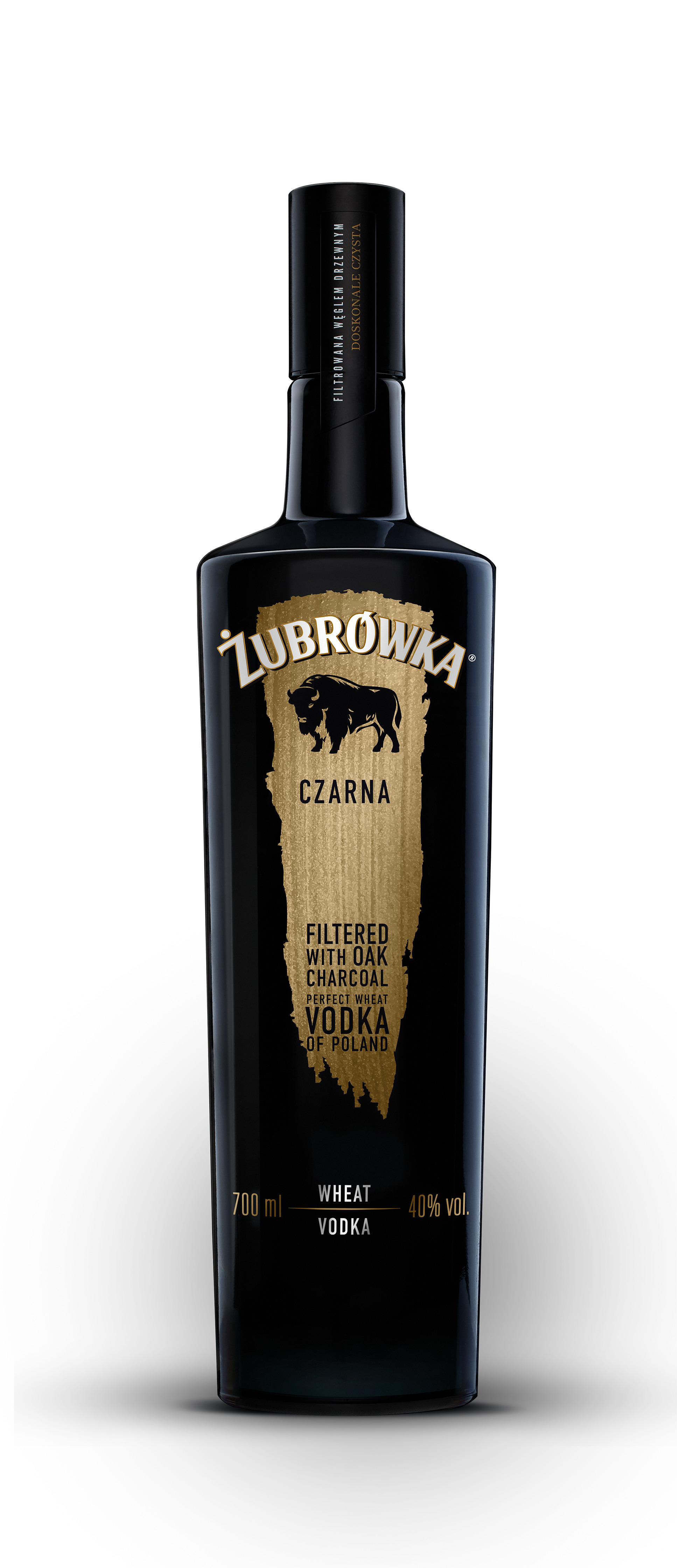
Żubrówka Czarna

Poza Polską Żubrówka produkowana jest w wielu innych krajach pod różnymi nazwami, m.in. w Rosji (Зубровка), Stanach Zjednoczonych (Wisent Vodka), na Ukrainie (Зубрівка), Białorusi (Зуброўка) oraz w Czechach. W Niemczech produkowana jest od 1976 roku pod nazwą Grasovka.

## Rodzaje
W Polsce marka Żubrówka jest wykorzystywana do oznaczania także innych wódek, niebędących żubrówkami. Na rynku pojawiło się pod tą marką 13 różnych gatunków:
- Żubrówka Bison Grass – klasyczna Żubrówka, produkowana według tradycyjnych metod z dojrzewającego w dębowych beczkach maceratu trawy żubrowej. Jej cechą charakterystyczną jest umieszczone w butelce źdźbło.
- Żubrówka Biała – czysta, poddawana sześciokrotnej destylacji i filtracji z zastosowaniem platyny, odmiana charakteryzuje się łagodnym smakiem.
- Żubrówka Czarna – wódka o łagodnym smaku, który zawdzięcza filtracji węglem drzewnym, dębowym oraz wyselekcjonowanej pszenicy.
- Żubrówka Złota – aromatyzowana wódka, produkowana na bazie kory dębu.
- Linia Fresh Żu – lekka, orzeźwiająca. Kombinacji soczystych owoców i trawy żubrowej. Dostępna w 4 wariantach smakowych: Kwaśne Jabłko, Ożywiająca Mięta, Kwaśna Cytryna, Rześki Rokitnik[9], Juicy ŻU Wiśnia z limonką[10].
- Linia ICONIC DRINKS - "ready to serve", dostępna w trzech smakach: Apple Żu, Cosmo oraz Mojito[11].

Żubrówka zazwyczaj serwowana jest indywidualnie, schłodzona lub w postaci drinka wymieszana z sokiem jabłkowym – pod nazwą tatanka, który znalazł się na liście top 50 drinków na świecie w magazynie. Na liście znalazł się też oparty na żubrówce stingray. 

## Ważniejsze nagrody i wyróżnienia

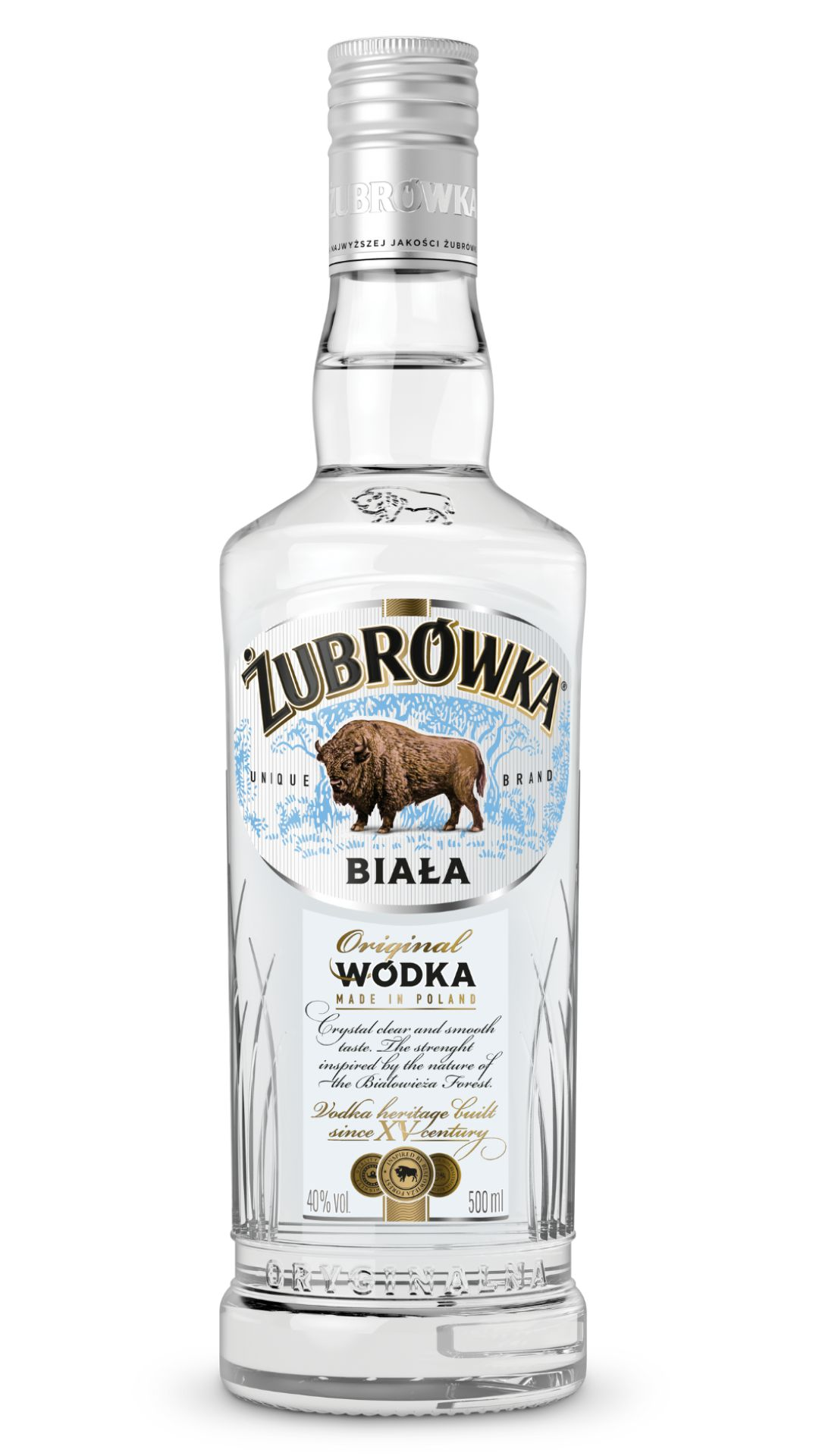
Żubrówka Biała

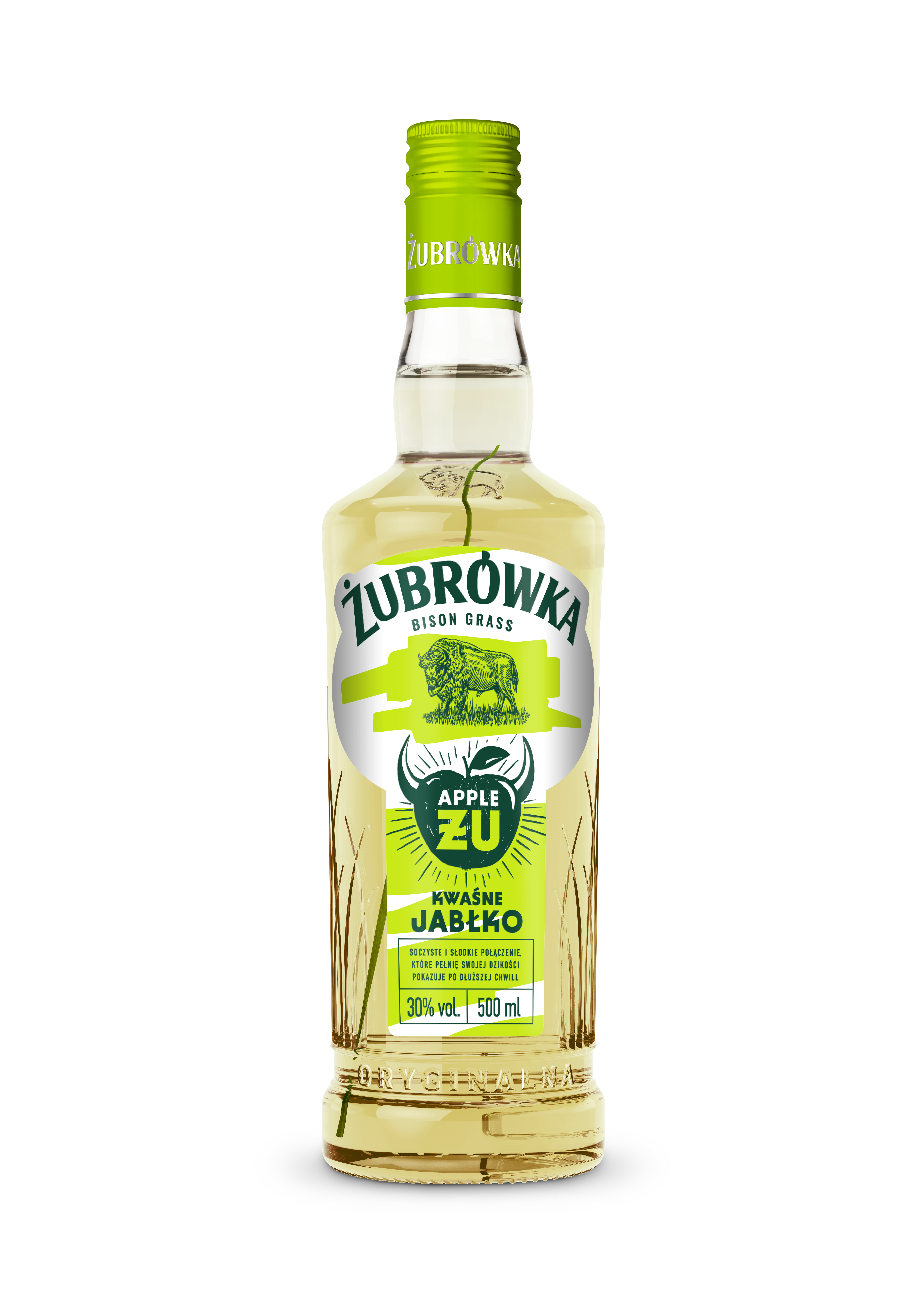
Żubrówka Fresh Żu Kwaśne Jabłko

- 1962: Srebrny Medal International Competition of Alcoholic Beverages – Lublana
- 1965: Złoty Medal International Fair – Lipsk
- 1967: Srebrny Medal Beverages Olimpiad – Paryż
- 1968: Srebrny Medal International Competition of Alcoholic Beverages – Lublana
- 1969: Złoty Medal World Exhibition of Wines, Vodkas and Liqueurs – Londyn
- 1972: Złoty Medal International Salon d’Alimentation – Bruksela
- 1980: Srebrny Medal Monde Selection, International Quality Institute – Wiedeń
- 1985: Srebrny Medal Monde Selection, International Quality Institute – Lizbona
- 1999: Brązowy Medal International Spirits Challenge – Warszawa
- 1999: Srebrny Medal The International Wine and Spirit Competition
- 2001: Nominacja do finału XI edycji Konkursu Polskiego Godła Promocyjnego „Teraz Polska”
- 2004: Złoty Medal Monde Selection, International Quality Institute – Bruksela
- 2006: Złoty Medal Monde Selection, International Quality Institute – Praga
- 2007: Złoty Medal Monde Selection, International Quality Institute – Barcelona
- 2007: Złoty Medal w Konkursie International Spirits Challenge czasopisma Drinks International
- 2008: TROPHY 2008 Monde Selection, International Quality Institute – Wiedeń
- 2008: Złoty Medal Monde Selection, International Quality Institute – Wiedeń
- 2008: Brązowy Medal Central Europe Wine & Spirits Challenge – Warszawa
- 2008: Złoty Medal w Konkursie Vodka Master 2008 organizowanym przez Drinks Business/Spirits Business magazines w kategorii Wizerunek i Opakowanie – Anglia
- 2008: Złoty Medal Tytuł Mistrz w konkursie Vodka Master 2008 organizowanym w Anglii przez Drinks Business/ Spirits Business magazines w kategorii Europa Wschodnia
- 2008: Srebrny Medal w Konkursie Vodka Master 2008 organizowanym przez Drinks Business/Spirits Business magazines w kategorii Wódki Smakowe – Anglia
- 2008: Srebrny Medal w kategorii wódki smakowe Vodka Master 2008 organizowany przez brytyjski Drinks Business / Spirits Business magazines. Złote medale w kategoriach Europa Wschodnia oraz Wizerunek i Opakowanie
- 2008: Złoty Medal oraz TROPHY 2008 Monde Selection, International Quality Institute
- 2008: Brązowy Medal Central Europe Wine & Spirits Challenge – Warszawa
- 2008: Złoty medal Monde Selection
- 2012: Złoty medal Monde Selection (Zubrowka Biala Vodka); Wielki Złoty Medal Monde Selection (Zubrowka Bison Grass Vodka)
- 2013: Nagroda „Poznaj Dobrą Żywność” Polagra Food 2013
- 2014: Złoty medal Monde Selection (Zubrowka Biala Vodka)
- 2014: Wielki Złoty Medal Monde Selection (Zubrowka Bison Grass Vodka)
- 2014: Vodka Brand Champion (Żubrówka)
- 2024: Poland Vodka of the Year[13] (Żubrówka), New York International Spirits Competition
- 2024: Podwójny Złoty Medal (Żubrowka Bison Grass), New York International Spirits Competition
- 2024: Złoty Medal (Żubrówka Biała), New York International Spirits Competition
- 2024: Srebrny Medal (Żubrówka Czarna), New York International Spirits Competition
- 2024: Srebrny Medal (Żubrówka Fresh Żu Kwaśna Cytryna), New York International Spirits Competition
- 2024: Brązowy Medal (Juicy ŻU Wiśnia z Limonką), New York International Spirits Competition